# 賈玄碩
賈 玄碩（か げんせき、? - 351年）は、五胡十六国時代前秦の人物。武威郡の人。前秦創立に貢献したが、初代皇帝苻健に疎まれて殺された。

## 生涯
苻健に仕えていた。
350年8月、苻健が東晋の征西大将軍・都督関中諸軍事・雍州刺史を自称すると、賈玄碩は左長史に任じられた。
後に軍師将軍に任じられた。
351年1月、賈玄碩らは上表し、劉備が漢中王を称した故事に倣い、苻健へ侍中・都督関中諸軍事・大将軍・大単于・秦王を称するよう勧めると、苻健は怒って「我がどうして秦王の称号に堪えられようか！それに、まだ晋の使者もここにいるのだぞ。我の官爵については、汝らの知るところではない」と言った。だがその一方、梁安を密使として賈玄碩らの下へ向かわせ、尊号を捧げさせるよう遠回しに伝えさせた。この意を受け、百官は苻健へ尊号を奉ったが、賈玄碩だけはこれに応じなかったという。苻健は群臣からの勧めを再三に渡り辞退してから天王・大単于の位に即くと、国号を大秦と定めて東晋から自立した。賈玄碩は中書令に任じられた。
4月、苻健は賈玄碩が尊号を献上しなかったことを怨んでいた。その為、苻健はある者に賈玄碩が東晋の梁州刺史司馬勲と内通していると密告させ、賈玄碩とその諸子を殺害した。

## 人物・逸話
魏書によるならば、賈玄碩は苻健に誅殺されずに苻生の時代まで存命している。魏書には以下のような逸話がある。
- 尚書僕射賈玄碩は容貌が美しく立派であった。ある時、苻生は妻と共に楼上に上ると、賈玄碩が庭中にいるところを見た。すると、妻は「あの方はどなたでしょう」と問うと、苻生は「汝はあの男が欲しいのか」と述べ、これを妬んで賈玄碩を誅殺したという。

## 関連事項
- 前秦
- 苻健
- 五胡十六国時代の人物一覧